# ムハメド・ベシッチ
ムハメド・ベシッチ（Muhamed Besic, 1992年9月10日 - ）は、ドイツの首都ベルリン出身のプロサッカー選手。ボスニア・ヘルツェゴビナ代表。ポジションはミッドフィールダー。

## 経歴

### クラブ
ベルリンにてボシュニャク人の両親のもとに生まれる。14歳の時にTB Berlinに入団し、16歳の時にはハンブルガーSVと契約を交わした。
2010年11月12日、ボルシア・ドルトムント戦でブンデスリーガデビュー。しかし、素行の悪さがたたって、2012年にハンブルガーSVから放出される。
その後、ハンガリー・NB1のフェレンツヴァーロシュTCと契約。2012-13シーズンはリーグ優勝を果たす。
2014年7月28日、イングランド・プレミアリーグのエヴァートンFCと5年契約を結ぶ。
2018年1月、ミドルズブラFCに期限付き移籍で加入。
2018年8月23日、ミドルズブラFCに1シーズンの期限付き移籍で加入。
2019年8月8日、シェフィールド・ユナイテッドFCに期限付き移籍で加入。
2021年9月、フェレンツヴァーロシュTCに復帰した。

### 代表
18歳でボスニア・ヘルツェゴビナ代表に選ばれ、2010年11月のスロバキア戦でミラレム・ピャニッチの記録を塗り替えるボスニア・ヘルツェゴビナ代表最年少デビューを果たす。
ボスニア・ヘルツェゴビナU-21代表監督ブラド・ヤゴビッチと馬が合わず、U-21の代表招集を拒否していた。その影響でA代表の監督であったサフェト・スシッチからは構想外に追いやられていた時期があった。
しかし、クラブでの活躍により、半ば世論に押される形でスシッチ監督は2014 FIFAワールドカップに臨むボスニア・ヘルツェゴビナ代表にベシッチを呼び戻す。ワールドカップではアルゼンチン戦、イラン戦、ナイジェリア戦全てに出場するも、チームはグループステージ敗退となった。

## 所属クラブ
- ハンブルガーSV Ⅱ 2010-2012
- ハンブルガーSV 2010-2012
- フェレンツヴァーロシュTC 2012-2014
- エヴァートンFC 2014-2021
  -  ミドルズブラFC 2018 (loan)
  -  ミドルズブラFC 2018-2019 (loan)
  -  シェフィールド・ユナイテッドFC 2019-2020 (loan)
- フェレンツヴァーロシュTC 2021-2024

## 代表歴

### 出場大会
- ボスニア・ヘルツェゴビナ代表
  - 2014 FIFAワールドカップ

### 試合数
- 国際Aマッチ 47試合 0得点（2010年-2022年）[7]

| ボスニア・ヘルツェゴビナ代表 | 国際Aマッチ | 国際Aマッチ |
| 年                           | 出場        | 得点        |
| ---------------------------- | ----------- | ----------- |
| 2010                         | 1           | 0           |
| 2011                         | 4           | 0           |
| 2012                         | 2           | 0           |
| 2013                         | 0           | 0           |
| 2014                         | 10          | 0           |
| 2015                         | 6           | 0           |
| 2016                         | 3           | 0           |
| 2017                         | 2           | 0           |
| 2018                         | 8           | 0           |
| 2019                         | 7           | 0           |
| 2020                         | 2           | 0           |
| 2021                         | 0           | 0           |
| 2022                         | 2           | 0           |
| 通算                         | 47          | 0           |

## タイトル
クラブ
フェレンツヴァーロシュTC
- NB1: 2012-13